# 萨摩亚立法大会
萨摩亚立法大会（英語：Legislative Assembly of Samoa；萨摩亚语：Samoan Fono）是萨摩亚的国家立法机关。萨摩亚立法大会实行一院制，由51名议员组成。每届议会任期5年。
1990年3月，萨摩亚立法大会通过《选举法修正案》开始实行普选制，凡年满21岁的萨摩亚公民均有选举权，但除2个为非萨摩亚人保留的独立选区外，仍只有“马他伊”（即酋长阶层成员）享有被选举权。